# Хаттський ярус
| Система/ Період                                                          | Відділ/ Епоха    | Ярус/ Вік           | Вік (млн років) | Вік (млн років) |
| ------------------------------------------------------------------------ | ---------------- | ------------------- | --------------- | --------------- |
| Неоген, N                                                                | Міоцен, N1       | Аквітанський, N1aqt | молодше         | молодше         |
| Палеоген, Ꝑ                                                              | Олігоцен, Ꝑ3     | Хаттський, Ꝑ3h      | 23,03           | 27,82           |
| Палеоген, Ꝑ                                                              | Олігоцен, Ꝑ3     | Рюпельський, Ꝑ3r    | 27,82           | 33,9            |
| Палеоген, Ꝑ                                                              | Еоцен, Ꝑ2        | Приабонський, Ꝑ2p   | 33,9            | 37,8            |
| Палеоген, Ꝑ                                                              | Еоцен, Ꝑ2        | Бартонський, Ꝑ2b    | 37,8            | 41.2            |
| Палеоген, Ꝑ                                                              | Еоцен, Ꝑ2        | Лютецький, Ꝑ2l      | 41,2            | 47,8            |
| Палеоген, Ꝑ                                                              | Еоцен, Ꝑ2        | Іпрський, Ꝑ2i       | 47,8            | 56,0            |
| Палеоген, Ꝑ                                                              | Палеоцен, Ꝑ1     | Танетський, Ꝑ1t     | 56,0            | 59,2            |
| Палеоген, Ꝑ                                                              | Палеоцен, Ꝑ1     | Зеландський, Ꝑ1z    | 59,2            | 61,6            |
| Палеоген, Ꝑ                                                              | Палеоцен, Ꝑ1     | Данський, Ꝑ1d       | 61,6            | 66,0            |
| Крейда, K                                                                | Верхня/Пізня, K2 | Маастрихтський, K2m | древніше        | древніше        |
| Підрозділи палеогенової системи наведені згідно МКС, станом на 2018 рік. |                  |                     |                 |                 |
| п о р                                                                    |                  |                     |                 |                 |

Хаттський ярус і вік (рос. хаттский ярус, англ. Chattian, нім. Katt n) — верхній ярус олігоцену Західної Європи. Охоплює час між 28,4 ± 0,1 млн і 23,03 ± 0,05 млн років. Підстилається рюпельським ярусом (Rupelian), перекривається аквітанським ярусом (Aquitanian).
Деякі дослідники розглядають його як фацію нижньої частини аквітанського ярусу нижнього міоцену. Від назви германського племені хатти, що жило в Центральній Європі. (Fuchs, 1894).

Хаттський ярус уперше виділив австрійський палеонтолог Теодор Фукс в 1894 р. 

Типова місцевість знаходилася поблизу німецького міста Кассель.
Для відкладів хаттського ярусу характерно вимирання роду Chiloguembelina (який також є основою біозони P21b). Офіційний GSSP для хаттійського ярусу був ратифікований у жовтні 2016 року.
У верхньому шарі хаттського ярусу (що є перехідним ярусом до аквітанського ярусу, на межі міоцену та неогену) з'являються Paragloborotalia kugleri, вимирають Reticulofenestra bisecta (що утворюють основу нанопланктонної біозони NN1), а також є базовим для C6CN.2N.
В цей час відбулось виверження Ла-Гаріта-Кальдера з магнітудою 9,2 і VEI 8

з датуванням 27,51 млн років тому